# WarCry (gruppo musicale)
I WarCry sono una band power metal spagnola fondata nel 2001 ad Oviedo dal cantante Victor García, ex componente degli Avalanch.

## Storia del gruppo
Nel 2001 Victor García e il batterista Alberto Ardines, all'epoca agli Avalanch, decisero di registrare un album con i brani che avevano composto nel tempo libero. A essi si aggiunsero poco dopo i chitarristi Fernando Mon e Pablo García. Venuti a conoscenza del progetto parallelo, gli Avalanch allontanarono García e Ardines dalla band.
Il primo album, WarCry, uscì il 17 aprile 2002 con etichetta Avispa, ottenendo positivi riscontri. Poco dopo al gruppo si aggiunse il bassista Alvaro Jardón, mentre nell'agosto 2002 arrivò il tastierista Manuel Ramil.
Il secondo album, Sello De Los Tiempos, venne pubblicato nel dicembre 2002, sempre con l'Avispa. Nello stesso mese il gruppo incominciò un tour per la Spagna che durò un anno e che li vide suonare a fianco di Saratoga, Barón Rojo, Sepultura, Avalanch, Moonspell e Rage. Al termine del tour Jardón lasciò la band citando "motivi musicali e personali".

## Formazione

### Formazione attuale
- Víctor García – voce (2001–)
- Pablo García – chitarra, voce secondaria (2002–)
- José Rubio – chitarra, voce secondaria (2007–)
- Roberto García – basso, voce secondaria (2004–)
- Rafael Yugueros – batteria (2007–)

### Ex componenti
- Manuel Ramil – tastiera (2002–2008)
- Alberto Ardines – batteria (2001–2007)
- Fernando Mon – chitarra, voce secondaria (2002–2007)
- Alvaro Jardón – basso, voce secondaria (2002–2003)

## Discografia

### Album in studio
- 2002 – WarCry (Avispa)
- 2002 – El sello de los tiempos (Avispa)
- 2004 – Alea jacta est (Avispa)
- 2005 – ¿Dónde está la luz? (Avispa)
- 2006 – La quinta esencia (Avispa)
- 2008 – Revolución (Avispa)
- 2011 – Alfa
- 2013 - Inmortal
- 2017 - Donde el silencio se rompió...

### Album dal vivo
- 2006 – Directo A La Luz

### Demo
- 1997 – Demon97